# اندیس تالک مانش
تالک مانش یک اندیس غیرفلزی است که در حوالی شهر بیرک  استان سیستان و بلوچستان قرار دارد و مادهٔ معدنی موجود در آن، تالک است.سنگ میزبان این اندیس کالردملانژ-فلیش است و دیرینگی آن به دوران کرتاسه بالایی-پالئوسن می‌رسد. 